# Danh sách phim TVB năm 2007
Đây là danh sách phim truyền hình do TVB phát hành hoặc phát sóng năm 2007.

## Top 10 phim rating cao nhất
| Xếp hạng | Tên                    | Tên tiếng Anh           | Tên tiếng Trung | Điểm số | Lượt xem tại Hồng Kông |
| -------- | ---------------------- | ----------------------- | --------------- | ------- | ---------------------- |
| 1        | Thử thách hôn nhân     | The Family Link         | 師奶兵團        | 33      | 2.12 triệu             |
| 2        | Nỗi lòng của cha       | Fathers and Sons        | 爸爸閉翳        | 32      | 2.11 triệu             |
| 3        | Sóng gió gia tộc       | Heart of Greed          | 溏心風暴        | 32      | 2.08 triệu             |
| 4        | Mười anh em            | Ten Brothers            | 十兄弟          | 32      | 2.05 triệu             |
| 5        | Cảnh sát mới ra trường | On the First Beat       | 學警出更        | 31      | 2.03 triệu             |
| 6        | Mảnh vườn xanh         | The Green Grass of Home | 緣來自有機      | 31      | 2.01 triệu             |
| 7        | Cạm bẫy                | Dicey Business          | 賭場風雲        | 31      | 1.99 triệu             |
| 8        | Bước nhảy              | Steps                   | 舞動全城        | 31      | 1.98 triệu             |
| 9        | Vòng xoay cuộc đời     | The Drive of Life       | 歲月風雲        | 30      | 1.97 triệu             |
| 10       | Loạn thế giai nhân     | War and Destiny         | 乱世佳人        | 30      | 1.96 triệu             |

## Dòng phim thứ nhất
| Công chiếu             | Tên                 | Tên tiếng Anh        | Số tập | Diễn viên | Thể loại           | Ghi chú | Website                                                               |
| ---------------------- | ------------------- | -------------------- | ------ | --- | ------------------ | ------- | --------------------------------------------------------------------- |
| 10/04/2006- 10/03/2007 | Đại gia đình        | Welcome to the House | 239    | Trịnh Đan Thụy, Ngũ Vịnh Vi, Chung Cảnh Huy, Tào Vĩnh Liêm, Angelina Lo, Uyển Quỳnh Đan, Lý Tư Tiệp, Đặng Thượng Văn                                                              | Hiện đại, Hài kịch |         | Official website Lưu trữ ngày 7 tháng 7 năm 2008 tại Wayback Machine  |
| 12/03/2007- 7/08/2008  | Quan hệ đồng nghiệp | Best Selling Secrets | 364    | Quan Vịnh Hà, Kim Yến Linh, Giang Hân Yến, Thái Kỳ Tuấn, Thạch Tu, Âu Cẩm Đường, Geoffrey Wong, Trần Tự Dao, Vương Tổ Lam, Lê Diệu Tường, Quách Thiểu Vân, Vương Hy, Trần Nhân Mỹ | Hiện đại, Hài kịch |         | Official website Lưu trữ ngày 20 tháng 8 năm 2007 tại Wayback Machine |

## Dòng phim thứ hai
| Công chiếu             | Tên                | Tên tiếng Anh               | Số tập | Diễn viên                                                                                  | Thể loại            | Ghi chú | Website                                                                |
| ---------------------- | ------------------ | --------------------------- | ------ | ------------------------------------------------------------------------------------------ | ------------------- | ------- | ---------------------------------------------------------------------- |
| 18/12/2006- 10/02/2007 | Song hùng tranh bá | The Conquest                | 42     | Lưu Tùng Nhân, Mã Đức Chung, Quách Thiện Ni, Trần Khôn, Trần Quốc Bang                     | Cổ trang, Kiếm hiệp |         | Official website Lưu trữ ngày 16 tháng 7 năm 2008 tại Wayback Machine  |
| 12/02- 9/03            | Mười anh em        | Ten Brothers                | 20     | Lâm Văn Long, Quách Khả Doanh, Đường Ninh, Lê Nặc Ý, Lý Dật Lãng, Hồ Nặc Ngôn, Hồ Định Hân | Cổ trang, Hài kịch  |         | Official website Lưu trữ ngày 7 tháng 4 năm 2007 tại Wayback Machine   |
| 12/03- 14/04           | Loạn thế giai nhân | War and Destiny             | 30     | Trần Cẩm Hồng, Ngô Trác Hy, Hồ Hạnh Nhi, Đường Ninh, Tào Mẫn Lị, Thạch Tu                  | Lịch sử             |         | Official website Lưu trữ ngày 17 tháng 5 năm 2007 tại Wayback Machine  |
| 16/04- 11/05           | Thuật tiên tri     | A Change of Destiny         | 20     | Mã Tuấn Vỹ, Trần Hạo Dân, Dương Tư Kỳ, Lý Thi                                              | Cổ trang            |         | Official website Lưu trữ ngày 16 tháng 4 năm 2007 tại Wayback Machine  |
| 14/05- 10/06           | Thử thách hôn nhân | The Family Link             | 21     | Đặng Tụy Văn, Tạ Thiên Hoa, Diệp Đồng, Thương Thiên Nga, Đường Ninh, Mã Quốc Minh          | Hiện đại            |         | Official website Lưu trữ ngày 14 tháng 5 năm 2007 tại Wayback Machine  |
| 11/06- 6/07            | Mảnh vườn xanh     | The Green Grass of Home     | 20     | Trần Cẩm Hồng, Ngũ Vịnh Vi, Lê Nặc Ý, Đường Thi Vịnh                                       | Hiện đại            |         | Official website Lưu trữ ngày 5 tháng 7 năm 2007 tại Wayback Machine   |
| 9/07- 3/08             | Cường kiếm         | Devil's Disciples           | 20     | Trịnh Gia Dĩnh, Hoàng Tông Trạch, Liêu Bích Nhi, Dương Tư Kỳ, Trần Mẫn Chi                 | Cổ trang, Kiếm hiệp |         | Official website Lưu trữ ngày 15 tháng 10 năm 2007 tại Wayback Machine |
| 6/08- 7/09             | Nỗi lòng của cha   | Fathers and Sons            | 25     | Âu Dương Chấn Hoa, Vương Hy, Mông Gia Tuệ, Dương Di, Hạ Vũ                                 | Hiện đại            |         | Official website Lưu trữ ngày 10 tháng 12 năm 2007 tại Wayback Machine |
| 10/09- 5/10            | Bước nhảy          | Steps                       | 20     | Mã Tuấn Vỹ, Liêu Bích Nhi, Lê Diệu Tường, Từ Tử San, Diêu Gia Ni, Cao Quân Hiền            | Hiện đại            |         | Official website Lưu trữ ngày 26 tháng 10 năm 2007 tại Wayback Machine |
| 8/10- 2/11             | Kẻ gian xảo        | Men Don't Cry               | 21     | Hoàng Tử Hoa, Diệp Đồng, Dương Tú Huệ, Lâm Gia Hoa, Hứa Thiệu Hùng                         | Hài kịch            |         | Official website Lưu trữ ngày 22 tháng 10 năm 2007 tại Wayback Machine |
| 5/11- 1/12             | Nữ trạng tài danh  | Word Twisters' Adventures   | 20     | Xa Thi Mạn, Trần Tiểu Xuân, Tạ Thiên Hoa, Trần Mẫn Chi                                     | Cổ trang, Hài kịch  |         | Official website Lưu trữ ngày 9 tháng 7 năm 2008 tại Wayback Machine   |
| 3/12- 28/12            | Giữa ngã ba đường  | The Building Blocks of Life | 20     | Phương Trung Tín, Ngũ Vịnh Vi, Dương Di                                                    | Hiện đại            |         | Official website Lưu trữ ngày 16 tháng 4 năm 2008 tại Wayback Machine  |

## Dòng phim thứ ba
| Công chiếu             | Tên                    | Tên tiếng Anh              | Số tập | Diễn viên | Thể loại            | Ghi chú   | Website                                                                |
| ---------------------- | ---------------------- | -------------------------- | ------ | --- | ------------------- | --------- | ---------------------------------------------------------------------- |
| 20/11/2006- 5/01/2007  | Cạm bẫy                | Dicey Business             | 35     | Âu Dương Chấn Hoa, Tuyên Huyên, Miêu Kiều Vỹ, Hoàng Tông Trạch, Dương Di, Hứa Thiệu Hùng                                                          | Hiện đại            | Dự án lớn | Official website Lưu trữ ngày 2 tháng 1 năm 2007 tại Wayback Machine   |
| 8/01- 9/02             | Hành động đột phá      | The Brink of Law           | 25     | Mã Tuấn Vỹ, Ngô Trác Hy, Mễ Tuyết, Liêu Bích Nhi, Dương Tư Kỳ, Từ Tử San                                                                          | Hiện đại, Hành động |           | Official website Lưu trữ ngày 16 tháng 1 năm 2007 tại Wayback Machine  |
| 12/02- 9/03            | Rước vợ đón lộc        | Best Bet                   | 20     | Chung Gia Hân, Tạ Thiên Hoa, Lê Diệu Tường, Hướng Hải Lam                                                                                         | Cổ trang, Hài kịch  |           | Official website Lưu trữ ngày 28 tháng 4 năm 2007 tại Wayback Machine  |
| 12/03- 8/04            | Bức hoạ cuộc đời       | Life Art                   | 20     | Lê Tư, Trịnh Gia Dĩnh, Tần Bái | Hiện đại            |           | Official website Lưu trữ ngày 17 tháng 5 năm 2007 tại Wayback Machine  |
| 9/04- 1/06             | Sóng gió gia tộc       | Heart of Greed             | 40     | Lý Tư Kỳ, Hạ Vũ, Quan Cúc Anh, Trần Hào, Chung Gia Hân, Hoàng Tông Trạch, Dương Di, Lâm Phong                                                     | Hiện đại            | Dự án lớn | Official website Lưu trữ ngày 3 tháng 5 năm 2007 tại Wayback Machine   |
| 4/06- 13/07            | Cảnh sát mới ra trường | On The First Beat          | 30     | Ngô Trác Hy, Trần Kiện Phong, Đào Đại Vũ, Quách Thiện Ni, Dung Tổ Nhi, Từ Tử San                                                                  | Hiện đại, Hành động |           | Official website Lưu trữ ngày 4 tháng 6 năm 2007 tại Wayback Machine   |
| 16/07- 5/10            | Vòng xoay cuộc đời     | The Drive of Life          | 60     | Lưu Tùng Nhân, Miêu Kiều Vỹ, Lâm Phong, Xa Thi Mạn, Tuyên Huyên, Hồ Hạnh Nhi, Đặng Tụy Văn, Mã Đức Chung, Ngô Trác Hy, Lương Tĩnh Kỳ, Ng Wai Kwok | Hiện đại            | Dự án lớn | Official website Lưu trữ ngày 29 tháng 6 năm 2007 tại Wayback Machine  |
| 8/10- 24/11            | Cảnh sát tài ba        | The Ultimate Crime Fighter | 37     | Trần Hào, Lê Tư, Mông Gia Tuệ, Nguyên Bưu, Trịnh Gia Dĩnh                                                                                         | Hiện đại, Hành động |           | Official website Lưu trữ ngày 11 tháng 10 năm 2007 tại Wayback Machine |
| 26/11- 21/12           | Tiến thoái lưỡng nan   | Marriage of Inconvenience  | 20     | Âu Dương Chấn Hoa, Thang Doanh Doanh, Lương Tĩnh Kỳ, Hoàng Hạo Nhiên, Đặng Kiện Hoằng                                                             | Hiện đại            |           | Official website Lưu trữ ngày 28 tháng 11 năm 2007 tại Wayback Machine |
| 24/12/2007- 18/01/2008 | Quy luật sống còn II   | Survivor's Law II          | 20     | Mã Quốc Minh, Trần Kiện Phong, Quan Ân, Lý Thi | Hiện đại            |           | Official website Lưu trữ ngày 23 tháng 12 năm 2007 tại Wayback Machine |

## Phim Thứ Bảy
| Công chiếu  | Tên                           | Tên tiếng Anh           | Số tập | Diễn viên                                                                                    | Thể loại | Ghi chú | Website                                                                |
| ----------- | ----------------------------- | ----------------------- | ------ | -------------------------------------------------------------------------------------------- | -------- | ------- | ---------------------------------------------------------------------- |
| 1/09- 29/09 | Đội hành động liêm chính 2007 | ICAC Investigators 2007 | 5      | Miêu Kiều Vỹ, Trần Cẩm Hồng, Ngô Trác Hy, Dương Tư Kỳ, Mễ Tuyết, Priscilla Ku, Lương Hán Văn | Hiện đại |         | Official website Lưu trữ ngày 13 tháng 10 năm 2007 tại Wayback Machine |

## Phim Chủ Nhật
| Công chiếu   | Tên                                    | Tên tiếng Anh                          | Số tập | Diễn viên | Thể loại           | Ghi chú | Website                                                              |
| ------------ | -------------------------------------- | -------------------------------------- | ------ | --- | ------------------ | ------- | -------------------------------------------------------------------- |
| 19/08- 21/10 | Homage To Chagall: The Colours Of Love | Homage to Chagall: The Colours of Love | 10     | Sâm Mỹ, Tiểu Nghi, Thái Trác Nghiên, Dương Thiên Hoa, Đặng Lệ Hân, Phương Trung Tín, Trương Kính Hiên, Vương Uyển Chi, Hà Vận Thi, Eric Suen, Dương Tư Kỳ, Chu Lệ Kỳ | Hiện đại, Tình cảm |         | Official website Lưu trữ ngày 6 tháng 7 năm 2008 tại Wayback Machine |

## Warehoused series
| Công chiếu  | Tên              | Tên tiếng Anh            | Số tập | Diễn viên                                                     | Thể loại | Ghi chú | Website                                                                |
| ----------- | ---------------- | ------------------------ | ------ | ------------------------------------------------------------- | -------- | ------- | ---------------------------------------------------------------------- |
| 15/01- 9/02 | Mẹ vợ thần thánh | Heavenly In-Laws         | 20     | Tiết Gia Yến, Lương Vinh Trung, Chung Gia Hân, Nguyên Hoa     | Lịch sử  |         | Official website Lưu trữ ngày 15 tháng 10 năm 2008 tại Wayback Machine |
| 12/03- 6/04 | Âm mưu bất thành | The Slicing of the Demon | 20     | Trần Cẩm Hồng, Liêu Bích Nhi, Tạ Thiên Hoa, Thang Doanh Doanh | Cổ trang |         |                                                                        |
| 9/07- 3/08  | Ba chị em        | Phoenix Rising           | 20     | Tô Ngọc Hoa, Điền Nhuỵ Ni, Trần Cẩm Hồng, Đường Ninh          | Lịch sử  |         | Official website Lưu trữ ngày 19 tháng 10 năm 2008 tại Wayback Machine |